# Campionati del mondo di ciclismo su strada 2013 - Gara in linea femminile Junior
La gara in linea femminile Juniors dei Campionati del mondo di ciclismo su strada 2013 si è svolta il 27 settembre 2013 con partenza ed arrivo a Firenze, in Italia, su un percorso di 16,57 km da ripetere 5 volte per un totale di 82,85 km. La medaglia d'oro è stata vinta dalla danese Amalie Dideriksen con il tempo di 2h32'23" alla media di 32,621 km/h, argento alla russa Anastasija Iakovenko e a completare il podio l'ucraina Olena Demidova.
Partenza con 81 cicliste, delle quali 60 completarono la gara.

## Squadre e corridori partecipanti
| N.    | Cod. | Squadra       |
| ----- | ---- | ------------- |
| 1-2   | GBR  | Regno Unito   |
| 3-4   | UKR  | Ukraina       |
| 5     | JOR  | Giordania     |
| 6-7   | DEN  | Danimarca     |
| 8-12  | FRA  | Francia       |
| 13-14 | BLR  | Bielorussia   |
| 15    | ARG  | Argentina     |
| 16    | HKG  | Hong Kong     |
| 17-18 | NZL  | Nuova Zelanda |
| 19    | SRB  | Serbia        |
| 20-23 | AUS  | Australia     |
| 24-27 | GER  | Germania      |
| 28-30 | USA  | Stati Uniti   |
| 31-34 | LTU  | Lituania      |
| 35-37 | COL  | Colombia      |
| 38-41 | NLD  | Paesi Bassi   |

| N.    | Cod. | Squadra         |
| ----- | ---- | --------------- |
| 42-44 | SWE  | Svezia          |
| 45-48 | ITA  | Italia          |
| 49-52 | CAN  | Canada          |
| 53-55 | AUT  | Austria         |
| 56-59 | BEL  | Belgio          |
| 60    | THA  | Thailandia      |
| 61    | SVK  | Slovacchia      |
| 62    | RSA  | Sud Africa      |
| 63    | EST  | Estonia         |
| 64    | CZE  | Repubblica Ceca |
| 65-68 | ESP  | Spagna          |
| 69    | JPN  | Giappone        |
| 70-73 | MEX  | Messico         |
| 74-77 | POL  | Polonia         |
| 78-81 | RUS  | Russia          |

## Ordine d'arrivo (Top 10)
| Pos. | Corridore                 | Squadra     | Tempo    |
| ---- | ------------------------- | ----------- | -------- |
| 1    | Amalie Dideriksen         | Danimarca   | 2h32'23" |
| 2    | Anastasija Iakovenko      | Russia      | s.t.     |
| 3    | Olena Demidova            | Ucraina     | a 3"     |
| 4    | Jessenia Meneses Gonzalez | Colombia    | a 18"    |
| 5    | Milda Jankauskaite        | Lituania    | a 34"    |
| 6    | Tereza Medveďová          | Slovacchia  | s.t.     |
| 7    | Séverine Eraud            | Francia     | s.t.     |
| 8    | Alexandra Manly           | Australia   | s.t.     |
| 9    | Kelly Catlin              | Stati Uniti | s.t.     |
| 10   | Jeanne Korevaar           | Paesi Bassi | s.t.     |